# Charles Lavaivre

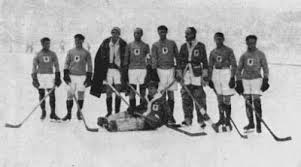
Die französische Nationalmannschaft von 1924

Charles Lavaivre (* 14. Februar 1905 in Chamonix-Mont-Blanc; † 20. März 1967 ebendort) war ein französischer Eishockeyspieler.

## Karriere
Charles Lavaivre nahm für die französische Eishockeynationalmannschaft an den Olympischen Winterspielen 1924 in Chamonix teil. Auf Vereinsebene spielte er für den Chamonix Hockey Club. 